# Fort Wierickerschans

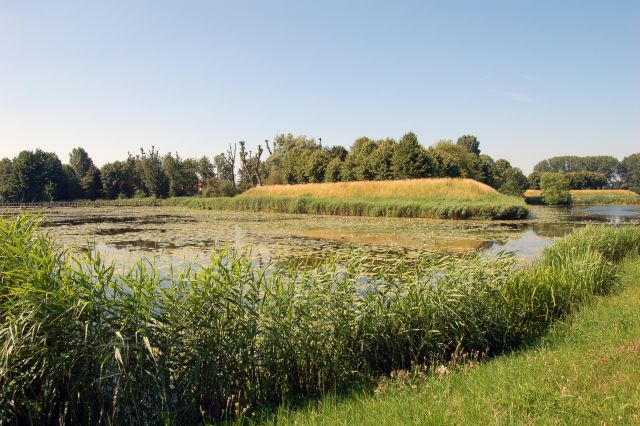
Fort Wierickerschans

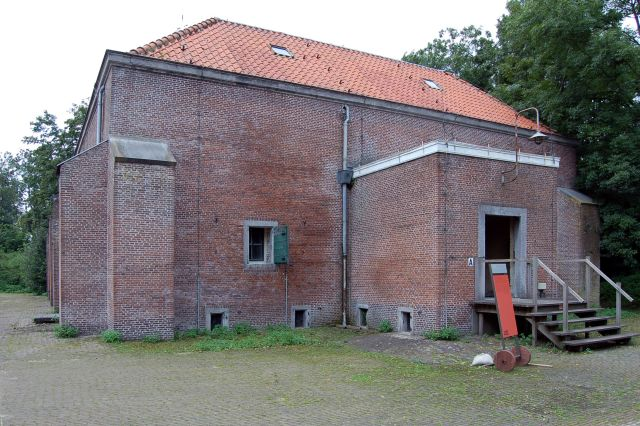
Kruithuis uit 1747

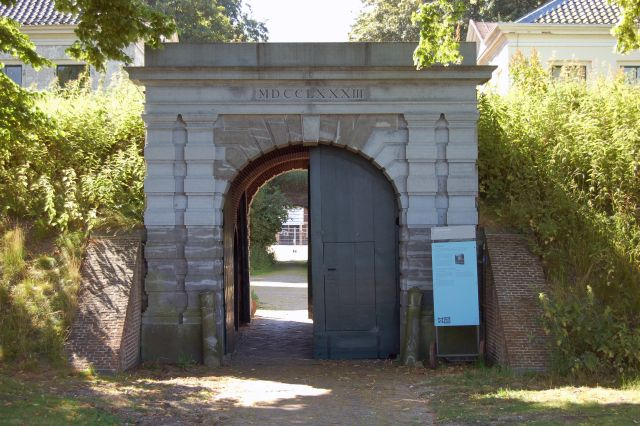
Toegangspoort uit 1783

Fort Wierickerschans is gebouwd in 1673 in opdracht van stadhouder Willem III. Het maakt deel uit van de Oude Hollandse Waterlinie en is, om strategische redenen, gelegen op de splitsing van de Oude Rijn en de Enkele Wiericke.

## Geschiedenis

### Rampjaar
Wanneer in het rampjaar 1672 tijdens de Hollandse Oorlog de Republiek aangevallen wordt door zowel Frankrijk, Munster, Keulen en Engeland, wordt er op 8 juni besloten de Hollandse Waterlinie in staat van verdediging te stellen. Met de waterlinie werd het land onder een ondiepe laag water gezet, het zogenaamd inunderen. Door de drassige ondergrond en de aanwezigheid van vele sloten, die hierdoor onzichtbaar werden, konden legers de waterlinie niet doorkruisen. Bij vorst bevroor de waterlinie echter en daardoor konden, ondanks deze verdedigingslinie, de Franse troepen eind december 1672 het ijs oversteken. Zij deden dit bij Woerden, waarna zij Zwammerdam veroverden. De verdedigers trokken zich terug naar Leiden.
De Fransen trokken van het geplunderde Zwammerdam naar Bodegraven dat eveneens geplunderd en platgebrand werd. Toen het ijs begon te dooien besloot de Franse bevelhebber Luxembourg de aftocht te blazen. Hij moest met zijn troepen over de zwaarbewaakte Rijndijk trekken. Toen hij hoorde dat de post bij Nieuwerbrug verlaten was, trokken hij en zijn manschappen zich snel terug naar Woerden.
Later op de dag dat de Fransen zich terugtrekken, komt Willem III in Alphen aan den Rijn aan. Hij is net te laat om Luxembourg een klap toe te brengen. Om een herhaling van dit drama te voorkomen, geeft Willem III in januari 1673 opdracht om de Rijndijk aan de Wiericke te versterken met een schans. Binnen zes maanden, in juli van dat jaar is het “Groot fort aen den cleynen Wierick” klaar.

### Kruithuis
Wanneer het fort zijn strategische waarde verliest, doordat de waterlinie meer naar het oosten wordt verschoven, wordt er in 1747 besloten om het fort als buskruitmagazijn te gaan gebruiken. Omdat de Wierickerschans vrij afgelegen ligt van de woonbebouwing van Bodegraven, werd die tamelijk veilig geacht. Voor dit doel werd een groot magazijn gebouwd met dikke muren met steunberen. Tussen 1826 en 1830 werden er wat wijzigingen gemaakt wat betreft het grondplan van het fort. Van oost naar west kwam er gedeeltelijk een kanaal door het fort, om het in- en uitvoeren van kruitvaten te vergemakkelijken.
In de omgeving van het fort mocht in die periode geen vuur gemaakt worden. Op het fort werd veilig gewerkt, met loden en houten gereedschap, teneinde vonken te voorkomen.

### Wereldoorlogen
Van 1870 tot 1915 fungeerde het fort vooral als Centraal Depot om gemobiliseerde soldaten te bevoorraden. Vanaf januari 1915 tot mei 1917 werd het fort als interneringskamp gebruikt voor buitenlandse officieren. Majoor van Boecop was commandant van het fort. Hoewel het interneringskamp officieel op 15 mei 1917 opgeheven werd, zijn er tot november 1918 nog zeven Engelse officieren geïnterneerd geweest. Tijdens de Tweede Wereldoorlog werd de schans aanvankelijk genegeerd. Later vestigde een onderdeel van de Kriegsmarine zich op het fort. Na 6 mei 1945 hebben er voor een korte tijd plaatselijke NSB'ers en collaborateurs vastgezeten.

### 1945 tot 1998
Na de Tweede Wereldoorlog werden er op de Wierickerschans keuringen van munitie uitgevoerd. Als munitie werd afgekeurd werd het op het fort tot ontploffing gebracht. Op 5 februari 1960 verloor de Wierickerschans officieel zijn functie als vestingwerk. Het fort werd tot de jaren 70 van de twintigste eeuw als opslagplaats voor legergoederen gebruikt. Daarna heeft het Legermuseum in Delft het fort ook nog als opslagplaats gebruikt. Het fort heeft ook gediend als trainingscentrum voor waakhonden van Defensie. Dit trainingscentrum is later op particuliere basis voortgezet.

## Huidige situatie: Natuur- en cultuurhistorische beleving
Fort Wierickerschans is vanaf 1 januari 1998 eigendom van Staatsbosbeheer. Met zijn ligging tussen Woerden en Bodegraven, waar de Romeinse Limes en de Oude Hollandse Waterlinie elkaar kruisen, is het vanuit ecologisch oogpunt een bijzondere plek: het enige open venster tussen het noordelijk en zuidelijk deel van het Groene Hart. Het vormt daarmee een fragiele, cruciale schakel voor de Natte As. Het fort, zijn wallen en omgeving maken onderdeel uit van de Ecologische hoofdstructuur van Nederland vooral vanwege het belang voor weidevogels. De plantengroei typeert zich als ruig.
Vanaf het moment dat Staatsbosbeheer Fort Wierickerschans in zijn bezit kreeg, is het op zoek gegaan naar mogelijkheden om het fort een nieuwe functie te geven, breder dan een militair relict dat als een icoon in het landschap staat. Dit heeft geleid tot een convenant tussen Staatsbosbeheer, Provincie Zuid-Holland, de gemeente Bodegraven, de Stichting Wierickerschans en Kraan Ontwikkeling. Er zijn afspraken over ontwikkeling, exploitatie en beheer vastgelegd. Het gebouw waar Staatsbosbeheer sinds 2006 zijn bezoekerscentrum in had gevestigd is hiermee per 1 september 2011 overgedragen aan de Stichting Fort Wierickerschansgroep.

## Trivia
- Sinds het najaar van 2019 wordt het SBS6-programma Cash or Trash van Martien Meiland opgenomen op het fort.[5]

- Seizoen 5 van de StukTV webserie De Kluis speelt zich af op het fort.